# Anna Grejman
Anna Kurek, née Grejman est une joueuse de volley-ball polonaise née le 8 juin 1993 à Szczecin. Elle mesure 1,83 m et joue au poste de réceptionneuse-attaquante. Elle totalise 25 sélections en équipe de Pologne.

## Clubs
| Club                    | De        | À         |
| ----------------------- | --------- | --------- |
| RSMS Police             | 2006-2007 | 2008-2009 |
| SMS PZPS Sosnowiec      | 2009-2010 | 2010-2011 |
| Pałac Bydgoszcz         | 2011-2012 | 2012-2013 |
| PSPS Chemik Police      | 2013-2014 | 2013-2014 |
| Impel Wrocław           | 2014-2015 | 2014-2015 |
| MKS Muszyna             | 2015-2016 | 2016-2017 |
| Karayolları Spor Kulübü | 2017-2018 | 2017-2018 |
| KPS Chemik Police       | oct 2018  | nov 2018  |

## Palmarès
- Coupe de Pologne
  - Vainqueur : 2014.
- Championnat de Pologne
  - Vainqueur : 2014.
- Supercoupe de Pologne
  - Finaliste : 2018.